# Dalías
Dalías è un comune spagnolo di 3 986 abitanti situato nella comunità autonoma dell'Andalusia.